# Trochilini
Trochilini – plemię ptaków z podrodziny kolibrów (Trochilinae) w obrębie rodziny kolibrowatych (Trochilidae).

## Zasięg występowania
Plemię obejmuje gatunki występujące w Ameryce.

## Systematyka
Do plemienia należą następujące rodzaje:

- Phaeoptila Gould, 1861 – jedynym przedstawicielem jest Phaeoptila sordida (Gould, 1859) – pląśnik ciemny
- Riccordia Reichenbach, 1854
- Cynanthus Swainson, 1827
- Chlorostilbon Gould, 1853
- Basilinna Boie, 1831
- Platystylopterus Reichenbach, 1854
- Abeillia Bonaparte, 1850 – jedynym przedstawicielem jest Abeillia abeillei (Lesson & De Lattre, 1839) – zielaczek
- Klais Reichenbach, 1854 – jedynym przedstawicielem jest Klais guimeti (Bourcier, 1843) – fioletek
- Orthorhyncus Lacépède, 1799 – jedynym przedstawicielem jest Orthorhyncus cristatus (Linnaeus, 1758) – igłodziobek
- Stephanoxis Simon, 1897
- Anthocephala Cabanis & F. Heine Sr., 1860
- Campylopterus Swainson, 1827
- Chalybura Reichenbach, 1854
- Thalurania Gould, 1848
- Microchera Gould, 1858
- Goldmania Nelson, 1911
- Dicranurania Sangster, Gaudin & Schuchmann, 2023 – jedynym przedstawicielem jest Dicranurania ridgwayi (Nelson, 1900) – diamencik meksykański
- Eupherusa Gould, 1857
- Phaeochroa Gould, 1861 – jedynym przedstawicielem jest Phaeochroa cuvierii (De Lattre & Bourcier, 1846) – łuskowiaczek
- Leucippus Bonaparte, 1850 – jedynym przedstawicielem jest Leucippus fallax (Bourcier, 1843) – płowiaczek
- Thaumasius P.L. Sclater, 1879
- Taphrospilus Simon, 1910 – jedynym przedstawicielem jest Taphrospilus hypostictus (Gould, 1862) – kwiatowczyk
- Eupetomena Gould, 1853
- Talaphorus Mulsant & E. Verreaux, 1874 – jedynym przedstawicielem jest Talaphorus chlorocercus (Gould, 1866) – oliwiarczyk
- Trochilus Linnaeus, 1758
- Ramosomyia Stiles & Bruce, 2021
- Saucerottia Bonaparte, 1850
- Amazilia Lesson, 1843
- Amazilis G.R. Gray, 1855 – jedynym przedstawicielem jest Amazilis amazilia (Lesson & Garnot, 1827) – szmaragdzik zielony
- Uranomitra Reichenbach, 1854 – jedynym przedstawicielem jest Uranomitra franciae (Bourcier & Mulsant, 1846) – szmaragdzik andyjski
- Chrysuronia Bonaparte, 1850
- Leucochloris Reichenbach, 1854 – jedynym przedstawicielem jest Leucochloris albicollis (Vieillot, 1818) – bielczyk
- Chionomesa Simon, 1921
- Hylocharis Boie, 1831
- Elliotomyia Stiles & Remsen, 2019
- Polyerata F. Heine Sr., 1863
- Chlorestes Reichenbach, 1854